# Saint-Laurent-sur-Oust
Saint-Laurent-sur-Oust település Franciaországban, Morbihan megyében. Lakosainak száma 394 fő (2022. január 1.). Saint-Laurent-sur-Oust Ruffiac, Saint-Martin-sur-Oust, Saint-Congard és Missiriac községekkel határos.

## Népesség
A település népessége az elmúlt években az alábbi módon változott:
| Lakosok száma | 271  | 293  | 281  | 319  | 374  | 360  | 366  | 381  | 389  | 394  |
|               | 1968 | 1982 | 1990 | 2006 | 2013 | 2015 | 2017 | 2019 | 2020 | 2022 |